# Kod życcia
Kod życcia, zapisywany jako #kodżyccia (biał. #коджыцця, pol. #kodżycia) – piąty album studyjny białoruskiego zespołu rockowego :B:N:, wydany 13 kwietnia 2018 roku przez wydawnictwo Piarszak. Płyta zawiera jedenaście utworów, pośród których znalazły się zarówno premierowe piosenki, jak i nowe wersje utworów z poprzednich albumów grupy. Prezentacja płyty odbyła się 25 kwietnia 2018 roku w mińskim klubie Brugge. Koncert był pierwszym, na którym zespół :B:N: pojawił się w nowym składzie – w dniu wydania albumu grupę opuścili dotychczasowi gitarzysta i basista.

## Lista utworów
| Nr  | Tytuł utworu                                     | Oryginalna pisownia tytułu | Długość |
| --- | ------------------------------------------------ | -------------------------- | ------- |
| 1.  | „Dychaj hłybiej”                                 | «Дыхай глыбей»             | 4:25    |
| 2.  | „Chwali” (feat. Tony Fadd, sł. Jauhien Buzouski) | «Хвалі»                    | 4:28    |
| 3.  | „Nuli”                                           | «Нулі»                     | 4:08    |
| 4.  | „Mety-mary”                                      | «Мэты-мары»                | 3:53    |
| 5.  | „Biaży za mnoj”                                  | «Бяжы за мной»             | 4:00    |
| 6.  | „Swoj sciah” (sł. Lawon Wolski)                  | «Свой сцяг»                | 4:49    |
| 7.  | „Ja ciabie adnu kachaju”                         | «Я цябе адну кахаю»        | 3:28    |
| 8.  | „Płanieta, paczakaj”                             | «Планета, пачакай»         | 3:33    |
| 9.  | „Szukaj swajo”                                   | «Шукай сваё»               | 3:09    |
| 10. | „Kryczysz”                                       | «Крычыш»                   | 4:58    |
| 11. | „Popieł” (wersja akustyczna)                     | «Попел»                    | 3:35    |
|     |                                                  |                            | 44:26   |

## Twórcy
- Alaksandr Lutycz – wokal, gitara
- Juryj Bardouski – gitara
- Alaksandr Silicki – gitara basowa
- Daniła Lach – klawisze
- Dzmitryj Charytanowicz – perkusja
- Siarhiej Maszkowicz – teksty
- Dzmitryj Iwaniej – zapis i mastering
- Jauhien Dzmitrewicz – projekt okładki